# Křišťanov
Křišťanov (německy Christianberg) je obec v okrese Prachatice v Jihočeském kraji. Leží na severu Želnavské hornatiny v nadmořské výšce 925 metrů. Žije zde 96 obyvatel.

## Historie
První písemná zmínka o obci pochází z roku 1694. V roce 1938 byl Křišťanov v  důsledku uzavření Mnichovské dohody přičleněn k Německé říši. Obec se značně vylidnila po druhé světové válce, kdy rovněž zanikla velká část zástavby (v roce 1921 žilo v Křišťanově 1464 obyvatel), zejména při silnici do Ktiše. Kromě toho se část katastrálního území stala součástí sousedního vojenského újezdu Boletice. Od roku 2016 se naopak v důsledku zmenšení vojenského újezdu součástí obce stalo malé katastrální území Hájenky.
Mezi Křišťanovem a Arnoštovem stávala osada Vyšný (Miesau). Dříve byla součástí Křišťanova také osada Schoberstätten (po roce 1949 Seníky).

## Přírodní poměry
Jižně od Křišťanova leží rozsáhlá přírodní rezervace Pod Farským lesem. V katastrálním území se nachází také přírodní památka Vyšný – Křišťanov, národní přírodní památka Prameniště Blanice a do západní části zasahuje část národní přírodní památky Blanice. Západně od Křišťanova leží přírodní památka Polučí.

## Obyvatelstvo
| Rok            | 1869  | 1880  | 1890  | 1900  | 1910  | 1921  | 1930  | 1950 | 1961 | 1970 | 1980 | 1991 | 2001 | 2011 | 2021 |
| -------------- | ----- | ----- | ----- | ----- | ----- | ----- | ----- | ---- | ---- | ---- | ---- | ---- | ---- | ---- | ---- |
| Počet obyvatel | 1 404 | 1 595 | 1 595 | 1 531 | 1 574 | 1 500 | 1 541 | 168  | 220  | 272  | 251  | 154  | 145  | 87   | 81   |
| Počet domů     | 184   | 234   | 243   | 241   | 241   | 243   | 264   | 250  | 38   | 34   | 31   | 48   | 53   | 57   | 54   |

## Obecní správa
Mezi lety 1869–1976 Křišťanov byl obcí v okrese Český Krumlov (1869–1930) (v letech 1869–1910 okres Krumlov) a později v okrese Prachatice. Od 30. dubna 1976 do 31. prosince 1991 patřil jako část obce k Zbytinám a od 1. ledna 1992 je opět samostatnou obcí.

### Části obce
- Křišťanov (k. ú. Křišťanov a Hájenky)
- Arnoštov (k. ú. Křišťanov)
- Markov (k. ú. Křišťanov)

bývalé
- zaniklá osada Vlčí Jámy, nyní na území vojenského újezdu Boletice

### Obecní symboly
Znak a vlajka byly obci uděleny rozhodnutím předsedy Poslanecké sněmovny Parlamentu České republiky dne 14. prosince 2018.

## Pamětihodnosti
- Kostel Nejsvětějšího Jména Ježíš  – prostá klasicistní stavba z konce 18. století